# 소쩍새
소쩍새(영어: oriental scops owl)는 올빼미목 올빼미과 맹금류의 한 종으로, 한국에서는 여름철새이다. 몸 길이는 20cm 정도로, 대체로 갈색을 띠며, 귀가 드러나 있다. 산이나 숲에 서식하며, 주로 야행성이다.

## 분포
유라시아 대륙과 아프리카 중부지역에서 널리 서식하는 새이다. 남유럽의 일부에서는 텃새로 존재하나 대부분의 서식지에서는 철새로 존재한다.
여름에는 중부유럽, 서남아시아, 중부아시아 등 넓은 지역에서 서식하고, 겨울에서는 중부아프리카로 이동한다.

## 형태
보통 몸길이는 평균적으로 20cm, 보통 깃폭은 몸길이와 비슷하다. 무게는 대략 65g에서 135g로 평균적으로 분포하고 대체로 갈색을 띠며, 귀가 드러나 있으나 발가락에는 깃털이 없다.

## 습성
주로 야행성이며 산이나 숲에 서식한다. 날이 어두워지면 '소쩍 소쩍'하고 운다.
먹이는 주로 메뚜기, 풀무치, 나방의 유충과 성충 등이 있다.

## 대한민국
1982년 11월 4일 대한민국의 천연기념물 제324-6호로 지정되었다.
2018년 10월 31일 문화재청은 황조롱이에 대한 천연기념물(동물) 현상변경 허가권한(죽은 것에 대한 매장 또는 소각하는 행위의 허가 및 그 취소)을 특별자치시장, 특별자치도지사, 시장·군수·구청장에게 위임하였다.